# Matthias Kraume

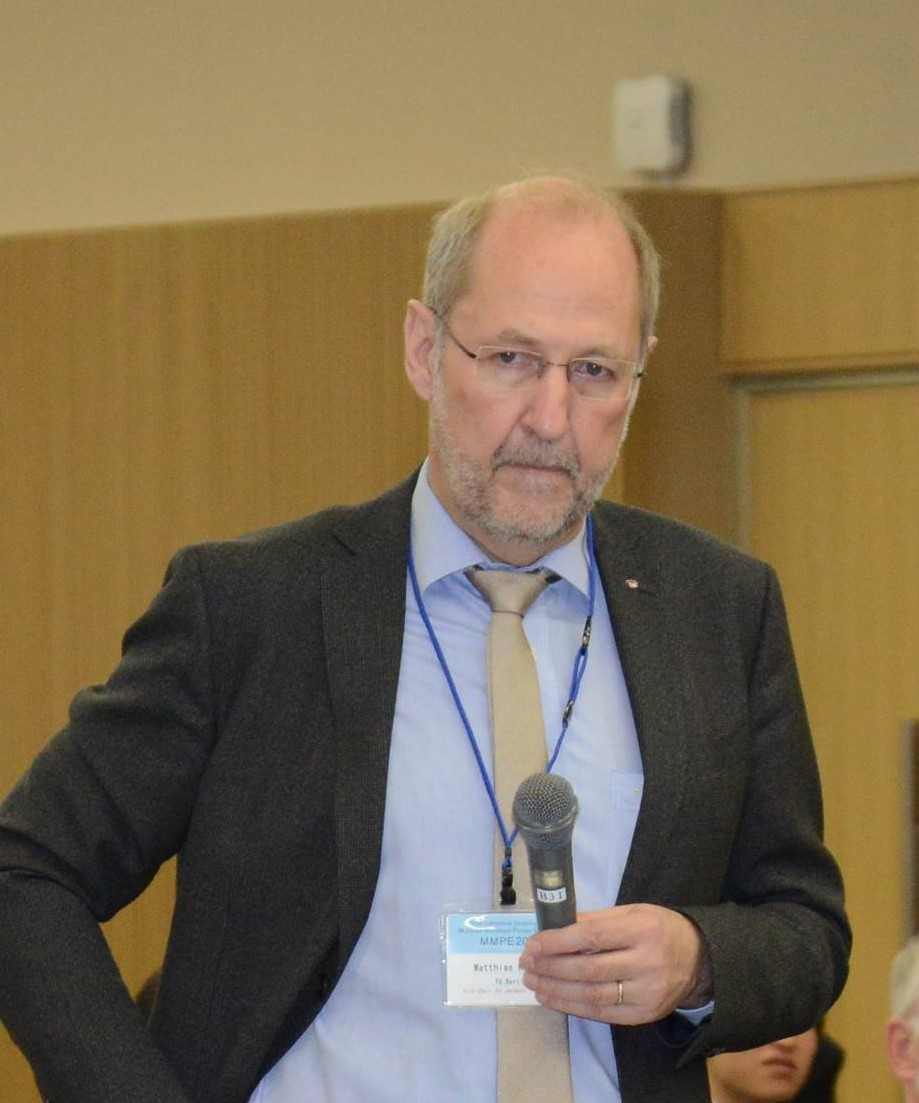
Matthias Kraume (2017)

Matthias Kraume (* 13. Dezember 1955 in Hagen) ist ein deutscher Verfahrensingenieur und Hochschullehrer.

## Leben und Wirken
Kraume studierte nach dem Abschluss des Gymnasiums in Hagen von 1976 bis 1982 Chemietechnik an der Universität Dortmund, wo er nach seinem Abschluss bis 1985 als wissenschaftlicher Assistent tätig war. Er wurde 1985 zum Thema Direkter Wärmeübergang bei der Kondensation von Dampfblasen in einer Flüssigkeit unter der Leitung von Paul-Michael Weinspach promoviert und war im Anschluss daran bis 1994 als Entwicklungs- und Projektingenieur bei der BASF AG in Ludwigshafen beschäftigt.
Seit 1994 ist Kraume Professor für Verfahrenstechnik an der Technischen Universität Berlin (TU Berlin). Neben seinen Lehr- und Forschungstätigkeiten übernahm er als langjähriges Mitglied des Fakultätsrats der Fakultät III regelmäßig Dekanatsaufgaben und ist ehrenamtlich Vertrauensdozent der Studienstiftung des deutschen Volkes.
Er ist berufenes Mitglied dreier wissenschaftlicher Arbeitsgruppen: der Arbeitsgruppe „Mixing“ der European Federation of Chemical Engineering (EFCE) sowie der ProcessNet-Fachgruppen „Mischvorgänge“ und „Computational Fluid Dynamics CFD“. Zudem ist er Mitglied der VDI-Gesellschaft Verfahrenstechnik und Chemieingenieurwesen. In zwei größeren von der Deutschen Forschungsgemeinschaft geförderten Forschungsverbünden fungierte er als Sprecher: dem Graduiertenkolleg „Transportvorgänge und bewegte Phasengrenzflächen“ und dem Transregio-Projekt „Integrierte chemische Prozesse in flüssigen Mehrphasensystemen“.
Kraume ist Autor bzw. Co-Autor von fast 500 Publikationen und Mitglied des Kuratoriums der Zeitschrift Chemie Ingenieur Technik, der Gesellschaft Deutscher Chemiker und der VDI-Gesellschaft Verfahrenstechnik und Chemieingenieurwesen.

## Forschungsschwerpunkte
Kraume gründete mehrere Arbeitsgruppen an seinem Fachgebiet an der TU Berlin, die sich mit den Themenbereichen Transportprozesse in Mehrphasensystemen, Reaktionstechnik, Membranprozesse und Biologische Prozesse befassen. Sein Schwerpunkt liegt auf dem fundamentalen Einfluss der Fluiddynamik auf diese Prozesse und ihren Wechselwirkungen miteinander. Hier konzentriert er sich seit Jahrzehnten auf die Grundoperation des Mischens. Seine Arbeiten und Forschungen mündeten in ein Standardwerk für den deutschsprachigen Raum, das Handbuch zum Mischen und Rühren. Seine intensiven Forschungsarbeiten führten zu einer Sprunginnovation in der Prozessanalytik, einer automatisierten inline-Messtechnik für partikuläre Systeme. Dabei gelang es Kraume, neben der inhaltlichen Fachbetreuung auch eine ökonomische Validierung für diese Prozessmesstechnik mit zu begleiten, was in der Gründung der SOPAT GmbH mündete. Diese ist heute ein global aktiver Spezialist für die inline- und Echtzeitanalyse von partikulären Systemen in der industriellen als auch der akademischen Praxis.

## Auszeichnungen
Die EFCE ehrte Kraume im Jahr 2021 für sein Engagement im Bereich der Mischvorgänge mit dem „Lifetime Recognition Award in Mixing“.

## Veröffentlichungen (Auswahl)
- Direkter Wärmeübergang bei der Kondensation von Dampfblasen in einer Flüssigkeit. Dissertation, Universität Dortmund, 1985.
- als Hrsg.: Mischen und Rühren. Grundlagen und moderne Verfahren. Wiley-VCH, Weinheim 2003, ISBN 3-527-30709-5.
- Transportvorgänge in der Verfahrenstechnik. Grundlagen und apparative Umsetzungen. 3. Auflage, Springer Vieweg, 2020, ISBN 978-3-662-60011-5.
- Transportvorgänge in der Verfahrenstechnik. Aufgaben und Lösungen. Springer Vieweg, 2020, ISBN 978-3-662-60392-5.